# Diana Dors
Diana Dors (n. 23 octombrie 1931, Swindon, Anglia, Regatul Unit – d. 4 mai 1984, Windsor, Berkshire, Anglia, Regatul Unit) a fost o actriță, cântăreață și sex-simbol engleză.

## Biografie

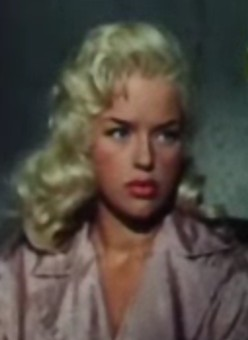
Dors în The Unholy Wife (1957).

Numele ei adevărat era Diana Mary Fluck și s-a născut în Swindon, Anglia; A studiat la Colville House din Swindon.
Diana Dors a studiat ulterior la LAMDA, iar la vârsta de 16 ani a avut un contract cu Organizația Rank, acționând în multe dintre filmele lor. De la un anumit punct încolo, înfățișarea ei a devenit semnificativ similară, dacă nu identică, cu cea a lui Marilyn Monroe, jucând adesea roluri de personaje care suferă de o iubire neîmpărtășită, poate o paralelă nefericită cu viața ei privată. Era considerată echivalentul englez al actrițelor blonde și senzuale de la Hollywood, reprezentate de „The Three ‘Ms’” Jayne Mansfield, Mamie Van Doren și Marilyn Monroe.

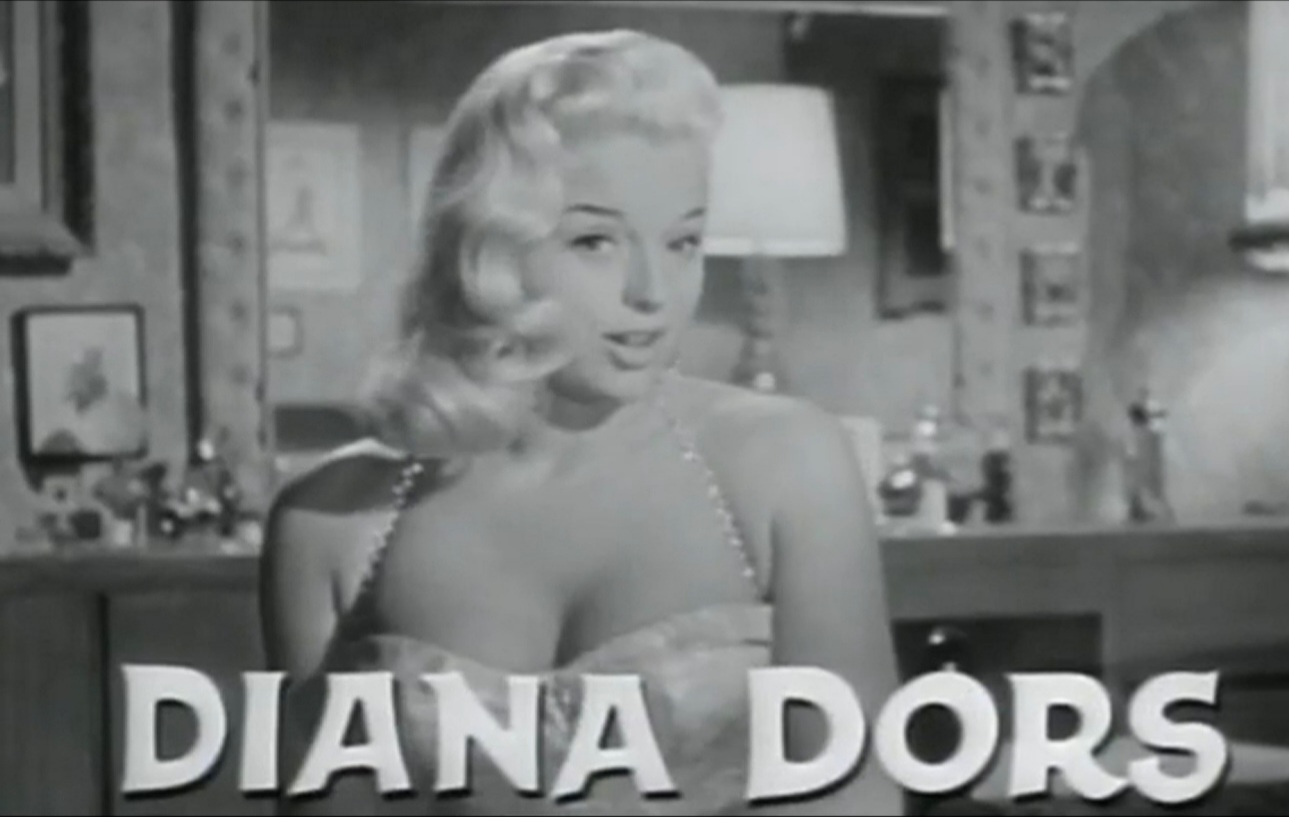
Dors în I Married a Woman (1958).

Deși avea o bună capacitate de actorie, nu a fost utilizată pe deplin, deoarece majoritatea lucrărilor sale ulterioare au constat în comedii cu teme sexuale cu scene care se învecinau cu porno softcore. Cu toate acestea, succesul ei a fost de așa natură încât, la 20 de ani, era cel mai tânăr proprietar al unui Rolls-Royce din Regatul Unit.
Potrivit iubitorilor de cinema, cea mai bună activitate a ei ca actriță a fost în rolul unui asasin în filmul din 1956 Yield to the Night. El a jucat alte personaje respingătoare în titluri precum The Ghosts, The Unholy Wife și Timon of Athens.
În vara anului 1961, a filmat un episod din The Alfred Hitchcock Show (bazat pe povestea lui Robert Bloch „Ucenicul vrăjitorului”, cu rolul principal alături de Brandon De Wilde), care a fost atât de groaznic încât nu a fost lansat decât mulți ani mai târziu.

## Înregistrări
Primele înregistrări ale Dianei Dors au apărut pe un single lansat de HMV Records în 1951. Cântecele au fost „I Feel So Mmmm” și „A Kiss And A Cuddle (And A Few Kinds Words From You)”. HMV a lansat, de asemenea, partituri cu fotografii senzuale ale Dianei pe coperta. De asemenea, a cântat „The Hokey Pokey Polka” pe coloana sonoră a filmului As Long As They're Happy (1954).
Diana Dors a înregistrat un singur album complet, Swinging Dors, pentru Columbia Records în 1960. LP-ul a fost lansat inițial pe vinil roșu. Orchestra a fost condusă de Angela Morley. Swinging Dors a fost evident un album swing, iar Dors a cântat cu o voce drăguță și naturală.
În 1964 a înregistrat un single pentru casa de discuri Fontana Records, It's Too Late/So Little Time. În 1966 a făcut același lucru pentru PolyGram cu piesa Security/Gary, iar în 1977 a înregistrat încă una, de data aceasta pentru EMI, „Passing By”/“It’s A Small World”. În 1982, deja afectată de cancer, a înregistrat un nou single pentru casa de discuri Nomis, „Where Did They Go”/“It’s You Again” (un duet cu fiul ei, Gary Dors).

## Familia
Dors a fost căsătorit de trei ori. Căsătoriile ei au fost cu:
- Dennis Hamilton (3 iulie 1951 - 3 ianuarie 1959, data morții sale)
- Richard Dawson, (Hogan's Heroes, Family Feud), (12 aprilie 1959-1966, divorțat). Au avut doi fii, Mark Dawson și Gary Dawson.
- Actorul Alan Lake (23 noiembrie 1968 – moartea actriței). Au avut un fiu, Jason Lake.

## Moarte
Diana Dors a murit pe 4 mai 1984 la Windsor (Anglia) din cauza cancerului ovarian diagnosticat cu doi ani mai devreme. Avea 52 de ani. Înmormântarea a urmat ritul catolic, deoarece Diana Dors se convertise la catolicism în primăvara anului 1973.

## Filmografie
- Dancing with Crime (1947)
- The Shop at Sly Corner (1947)
- Penny and the Pownall Case (1948)
- My Sister and I (1948)
- Here Come the Huggetts (1948)
- The Calendar (1948)
- Holiday Camp (1948)
- Oliver Twist (1948)
- Good Time Girl (1948)
- Vote for Huggett (1949)
- It's Not Cricket (1949)
- A Boy, a Girl and a Bike (1949)
- Diamond City (1949)
- Dance Hall (1950)
- Worm's Eye View (1951)
- Lady Godiva Rides Again (1951)
- My Wife's Lodger (1952)
- Is Your Honeymoon Really Necessary? (1952)
- The Last Page (asemenea Man Bait, 1952)
- The Weak and the Wicked (1953)
- It's a Grand Life (1953)
- The Great Game (1953)
- The Saint's Girl Friday (1953)
- Value for Money (1955)
- Miss Tulip Stays the Night (1955)
- An Alligator Named Daisy (1955)
- A Kid for Two Farthings (1955)
- As Long as They're Happy (1955)
- Yield to the Night (1956)
- The Love Specialist (1956)
- The Unholy Wife (1957)
- The Long Haul (1957)
- Tread Softly Stranger (1958)
- Passport to Shame (1958)
- I Married a Woman (1958)

- Scent of Mystery (1960)
- On the Double (Plan 402) (1961)
- King of the Roaring 20's - The Story of Arnold Rothstein (1961)
- Mrs. Gibbons' Boys (1962)
- West 11 (1963)
- Bikini Baby (1963)
- Allez France! (1964)
- The Counterfeit Constable (1964)
- The Sandwich Man (1966)
- Baby Love (Piele tânără) (1968)
- Berserk! (1968)
- Danger Route (1968)
- Hammerhead (1968)
- Queenie's Castle (1970-1972)
- There's a Girl in My Soup (E o fată în supa mea) (1970)
- Deep End (1971)
- Hannie Caulder (1971)
- Nothing But the Night (1972)
- Every Afternoon (1972)
- The Amazing Mr. Blunden (1972)
- Swedish Wildcats (1972)
- The Pied Piper (1972)
- All Our Saturdays (1973)
- Steptoe and Son Ride Again (1973)
- From Beyond the Grave (1973)
- Craze (1973)
- Theatre of Blood (1973)
- Three for All (1974)
- The Amorous Milkman (1974)
- Bedtime with Rosie (1975)
- A Man with a Maid (1975)
- Adventures of a Taxi Driver (1976)
- Keep It Up Downstairs (1976)
- Adventures of a Private Eye (1977)
- Confessions from the David Galaxy Affair (1979)
- Steaming (1985)

## Roluri de televiziune
| Anul              | Calificare                                              | Hârtie           |
| ----------------- | ------------------------------------------------------- | ---------------- |
| 1970 până în 1972 | Castelul Reginei                                        | Queenie Shepherd |
| 1973              | Toate sâmbetele noastre                                 | Di Dorkins       |
| 1977-8            | Doar William                                            | doamna Bott      |
| 1978              | The Sweeney                                             | Lily Rix         |
| 1980              | Hammer Productions: Children Of The Full Moon           | doamna Ardoy     |
| 1980              | Cei doi Ronnies: Viermele care s-a întors               | Comandant        |
| 1981              | Videoclip muzical Adam și furnicile: Prințul fermecător | Zână Nașă        |